# ゲロッパ!
『ゲロッパ！』（Get Up!）は、2003年公開の日本映画。

## あらすじ
あと数日で収監されるヤクザの親分・大介（西田敏行）は、刑務所に入る前の最後の願いとして、離れ離れになってしまった娘・かおり（常盤貴子）に会いに行くことにする。しかし彼にはもう1つ心残りなことがあった。それは、彼が大ファンのジェームス・ブラウン（以下、J・B）のコンサートに行く事だった。
そんな中で唐突に大介の口から飛び出した組の解散に子分一同は混乱した。一方、大介の長年の弟分でもある金山（岸部一徳）は太郎（山本太郎）たちにJ・Bを大介に会わせれば組の解散話を撤回できるかもしれないと話し、太郎たちにJ・Bの拉致に行かせる。しかし、J・Bをよく知らない太郎たちはラグーナ蒲郡でモノマネショーを行うために来日していたJ・Bのそっくりさんウィリーを拉致してしまう。喜び勇んで金山のマンションにウィリーを連れて行く太郎たちだったが、ニセモノと分かり金山の逆鱗に触れてしまう。
その後、J・Bの関係者に接触を試みるが失敗に終わり手詰まりとなったが、前日に遭遇した内閣情報調査室員・木下らとのやり取りから、ウィリーが何らかの機密情報を握っていてそれを使って大金を得て本物のJ・Bを連れて来られると踏んだ金山たちは計画を変更しラグーナ蒲郡へ向かう。
一方、大介はかおりの家を見つけ出し、会いに行くがそこにはおらず、孫の歩（太田琴音）と共にかおりがプロデュースしているモノマネショーを行っているラグーナ蒲郡へ向かう。大介はかおりと再会するが、かおりは拒絶する。落胆する大介だったが、歩から、施設の支配人・田中（益岡徹）が「1人でも出演者が欠けたら契約不履行でギャラはなし」という話を聞かされ、自分がステージに立ち、J・Bの大ヒットナンバーである「セックス・マシーン」（Get Up (I Feel Like Being a) Sex Machine）を熱唱し、さらにショー出演者のウィリー本人が登場して見事契約を完遂しギャラを支払ってもらい、さらにショーも大成功させる。
かおりは太郎たちから大介がかおりに会うために様々な苦労をしてきたという話を聞かされ、かおりの大介に対する長年のわだかまりも解ける。そして収監の日、金山が機密情報（総理の恥ずかしい写真）を入手したことから超法規的措置が取られ大介は無罪放免となり、かおりと一緒に歩の学校の創立記念式典に出席した大介は、みんなでダンスに興じるのだった。

## キャスト
- 西田敏行 - 羽原大介（本作品の脚本家と同姓同名である）
- 常盤貴子 - 上原かおり
- 岸部一徳 - 金山正男
- 山本太郎 - 太郎
- 桐谷健太 - 晴彦
- 吉田康平 - 健二
- 長塚圭史 - 岡部
- 太田琴音 - 上原歩（かおりの娘）
- Willie Raynor - ウイリー・マクハーレン
- ラサール石井 - 高井（内閣情報調査室員）
- 木下ほうか - 木下（内閣情報調査室員）
- 田中哲司 -　村山（内閣情報調査室員）
- 塩見三省 -　緒方（借金取り）
- 根岸季衣 -　佐藤和子
- 篠井英介 -　美容室のミツ＆寿司屋のタツ
- 寺島しのぶ - 藤沢香織（タクシー運転手）
- 小宮孝泰 - 沼田（宅配員）
- 日向丈 - 吉沢（宅配員）
- 奥貫薫 - 上原（羽原）ひとみ（かおりの母）
- 徳井優 - 名鉄駅員
- トータス松本 - ロック歌手
- 岡村隆史（ナインティナイン）－ 謎の男
- 長原成樹
- 益岡徹 - 田中（支配人）
- 藤山直美 - 金山ひとみ（金山の妻）

## スタッフ
- エクゼクティブプロデューサー - 李鳳宇
- プロデューサー - 石原仁美
- 監督 - 井筒和幸
- 脚本 - 羽原大介、井筒和幸
- 撮影 - 山本英夫
- 照明 - 渡邊孝一
- 録音 - 白取貢
- 美術 - 大坂和美、須坂文昭
- 助監督 - 小笠原直樹、武正晴、小林聖太郎、水野貴之、藤田賢一郎
- 音楽スーパーバイザー - 高宮永徹
- 編集 - 冨田伸子
- ダンス指導 - ドン勝本
- 監督アシスタント - 吉田康弘、滝本憲吾

## 映画賞
- 第27回日本アカデミー賞（2003年）西田敏行／優秀主演男優賞[1]
- 第46回ブルーリボン賞（2003年）西田敏行／主演男優賞受賞
- 第58回毎日映画コンクール（2003年）西田敏行／男優主演賞受賞
- 第28回報知映画賞（2003年）西田敏行／主演男優賞受賞